# Boletus ornatipes
Bolétus ornátipes (лат.) — гриб семейства болетовые (Boletaceae).

## Биологическое описание
- Шляпка 4—20 см в диаметре, в молодом возрасте выпуклая, затем распростёртая, плоская или слегка вдавленная, с жёлтой, горчичной, оливково-жёлтой или серой поверхностью.
- Мякоть жёлтого цвета, без особого запаха, с горьким вкусом.
- Гименофор трубчатый, ярко-жёлтого или лимонно-жёлтого цвета, при прикосновении быстро становится жёлто-оранжевым или оранжево-коричневым. Поры сравнительно небольшие.
- Ножка 5—15 см длиной, цилиндрической формы, суженная или расширенная к основанию, покрытая ярко выраженной сеточкой, жёлтого цвета, иногда с коричневатым оттенком, при прикосновении коричневеет.
- Споровый порошок оливково-коричневого или тёмно-жёлто-коричневого цвета. Споры 9—13×3—4 мкм, светло-коричневого цвета, эллиптической формы.
- Произрастает одиночно или небольшими группами, в смешанных лесах, обычно с дубом. Встречается с начала лета по осень.
- Несъедобен из-за горького вкуса, присутствующего в большинстве плодовых тел.

## Сходные виды
- Retiboletus griseus отличается мякотью с пресным вкусом и цветом ножки.
- Pulveroboletus auriflammeus отличается меньшими размерами и ярко-оранжевым цветом шляпки и ножки.